# 이종명 (1957년)
이종명(李鍾明, 충남 서산, 1957년 ~ )은 국가정보원 제3차장을 역임한 전직 군인이다. 1999년 국가안전기획부가 국가정보원으로 이름과 체제가 바뀐 뒤 최초로 현역 군인이 예편을 거쳐 국가정보원 차장으로 임명된 바 있다. 소말리아 해적들에게 납치된 삼호주얼리호 선원 구출을 위한 '아덴만 여명' 작전 때는 군사작전지원 실무 총책임자로 부하들과 밤을 새워가며 완벽한 구출작전에 기여하기도 했다.

## 학력
- 한성고등학교 졸업
- 육군사관학교 35기 학사[7]
- 육군보병학교 졸업
- 육군포병학교 졸업

## 경력
- 육군교육사령부 리더십센터장[8]
- 제2작전사령부 작전처장
- 12사단장
- 합동참모본부 전력발전부장
- 합동참모본부 군사기획부장 (소장 예편)[9]
- 합동참모본부 민군심리전부 부장
- 국가정보원 제3차장

## 같이 보기
- 원세훈